# Бичакчич, Эрмин
Э́рмин Бича́кчич (босн. Ermin Bičakčić; 24 января 1990, Зворник, СР Босния и Герцеговина, СФРЮ) — боснийский футболист, защитник сборной Боснии и Герцеговины.

## Клубная карьера
С 5 лет Эрмин занимался футболом в клубе «Мёкмюль». В январе 2005 года он присоединился к молодёжной команде «Хайльбронн», а уже в июле перешёл в «Штутгарт».
С сезоне 2009/10 Эрмин начал выступать за вторую команду «Штутгарта», первый матч ха которую провёл 23 марта 2010 года против «Зандхаузена». 27 октября 2010 года Бичакчич дебютировал за основную команду «Штутгарта» в матче второго раунда Кубка Германии, выйдя в перерыве на замену вместо Георга Нидермайера в игре против «Кемницера». 1 декабря 2010 года Эрмин провёл первый матч в еврокубках во встрече Лиги Европы с «Янг Бойз». 19 декабря 2010 Бичакчич дебютировал в Бундеслиге.
В начале 2011 года, так и не пробившись в основной состав «Штутгарта», Эрмин подписал контракт с брауншвейгским «Айнтрахтом», выступавшим во Второй Бундеслиге. Эрмин сразу же стал игроком основного состава. По итогам сезона 2012/13 «Айнтрахт» добился права выступать в Бундеслиге. Первый матч в высшем футбольном дивизионе Германии после почти трёхлетнего перерыва Бичакчич провёл в матче первого тура против бременского «Вердера».
20 мая 2014 года Бичакчич подписал контракт на 3 года с «Хоффенхаймом». Первый матч в новом клубе провёл 19 августа в игре Кубка Германии с клубом «Палома». Четыре дня спустя Эрмин вышел в стартовом составе в игре 1 тура Бундеслиги против «Аугсбурга».

## Карьера в сборной
16 мая 2008 года Эрмин получил немецкое гражданство, уже через шесть дней он дебютировал за юношескую сборную Германии (до 18 лет) против сборной Турции. 21 апреля 2009 года Бичакчич провёл первый матч за молодёжную сборную Боснии и Герцеговины (до 19 лет) в игре против Словении. После того как ему исполнился 21 год Эрмин отказался от боснийского гражданства в соответствии с немецкими законами о гражданстве. В июне 2014 года он вновь получил боснийский паспорт и сейчас имеет двойное гражданство. В июле 2013 года Бичакчич получил вызов в сборную Боснии, а в августе дебютировал за неё в товарищеском матче против сборной США. 10 сентября 2013 года в отборочном матче к Чемпионату мира 2014 против сборной Словакии Эрмин забил свой первый мяч за национальную сборную.
Бичакчич принял участие в четырёх отборочных матчах к Чемпионату мира 2014, а его сборная успешно прошла квалификацию. Эрмин был включён в заявку на турнир и принял участие в матче первого тура против сборной Аргентины, проведя на поле все 90 минут.